# إدوارد براون (سياسي كندي)
إدوارد براون هو سياسي كندي، ولد في 23 مايو 1865، وتوفي في 8 فبراير 1947. انتخب عضو المجلس التنفيذي لمانيتوبا ‏.